# Filles de la Révolution
Filles de la Révolution – en anglais Daughters of Revolution – est un tableau du peintre américain Grant Wood réalisé en 1932 à Cedar Rapids, dans l'Iowa. Cette huile sur masonite représente trois femmes âgées devant le tableau Washington Crossing the Delaware, le chef-d'œuvre d'Emanuel Leutze. Satire dénonçant le dévoiement des idéaux de la Révolution américaine par les membres des Filles de la révolution américaine, lesquelles apparaissent ici en buveuses de thé bourgeoises et hautaines, ce portrait de groupe est conservé au Cincinnati Art Museum, à Cincinnati, dans l'Ohio.